# Lievingerveld
Lievingerveld is een buurtschap in ontwikkeling in de gemeente Midden-Drenthe, in de Nederlandse provincie Drenthe. Lievingerveld valt onder het dorpsgebied van Beilen. 
De buurtschap is ontstaan tussen de buurtschap Lieving en de Beilerstraat. De eerste feitelijke bewoning is te vinden in het oostelijke deel, al was er desondanks nog geen sprake van een eigen buurtschap. In de 21e eeuw werd besloten het westelijke deel, dicht tegen Lieving zelf aan, te gaan bebouwen met een nieuwbouw. Beilen-Oost was de projectnaam. De naam Lievingerveld is op 17 november 2016 gekozen uit 151 inzendingen voor een prijsvraag van de gemeente Midden-Drenthe om de buurtschap een officiële naam te geven. De naam verwijst naar de buurtschap waaruit het gegroeid is, Lieving en het feit dat het vanuit daar ook de veldontginning werden gedaan.
Hoofdplaats: Beilen

Overige kernen: Alting · Balinge · Beilervaart · Bovensmilde · Brunsting · Bruntinge · De Polle · Drijber · Elp · Eursing · Eursinge · Garminge · Hijken · Hijkersmilde · Holthe · Hoogersmilde · Hooghalen · Klatering · Laaghalen · Laaghalerveen · Lieving · Lievingerveld · Makkum · Mantinge · Nieuw-Balinge · Norgervaart (deels) · Oosthalen · Oranje · Orvelte · Smalbroek · Rheeveld · Smilde · Spier · Terhorst · Westerbork · Wijster · Witteveen · Zuidveld · Zwiggelte

Drenthe: Steden en dorpen      Nederland: Provincies · Gemeenten